# نقش دير علا
نقش دير علا أو نقش بلعام، المعروف باسم كتاب النقوش الكنعانية والآرامية 312، هو نقش مشهور  تم اكتشافه أثناء حفريات عام 1967 في منطقة دير علا في الأردن. وهو موجود حاليا في متحف الآثار الأردني. وقد كُتب هذا النص بلهجة سامية شمالية غربية غريبة، وقد أثار الكثير من الجدل بين العلماء وكان له تأثير قوي على دراسة النقوش الكنعانية والآرامية.
خلال عمليات التنقيب والبحث، كشفت الحفريات عن مبنى متعدد الغرف دمره زلزال خلال الفترة الفارسية، وقد كتب على جداره قصة تحكي رؤى بلعام بن باعوراء، "رائي الآلهة"، الذي قد يكون هو نفس بلعام المذكور في Numbers 22–24 وفي مقاطع أخرى من الكتاب المقدس. يختلف تصوير بلعام الموجود في نقش دير الله عن ذلك الموجود في سفر العدد. يرتبط إله بلعام بالإلهة شاغار عشتار. من المؤكد أن الآلهة التي تحمل مثل هذه الأسماء، " شاجار - و- عشتار) معروفة في التاريخ، ولكن بشكل منفصل تمامًا. وتسلط القصة الغامضة الضوء أيضًا على "الشداين" الذين أنشأوا مجلسًا. (الآلهة). كما أنها تحتوي على كلمة إلوهين، والتي تعني آلهة في صيغة الجمع وليس الإله العبري.
بحسب علماء الاثار، تم إتمام النقش بالحبر على جدار مطلي بالجبس؛ كما هو الحال في نقوش الجص في كونتيليت أجرود، حيث تم استخدام الحبر الأسود والأحمر. يبدو أن اللون الأحمر سلط الضوء على أجزاء معينة من النص. وقد كُتبت النقوش بقلم عريض ذو رأس مدبب بالحبر، وهو مثال مبكر للغاية. يصفه كتاب أكسفورد للدراسات الكتابية بأنه "أقدم مثال لكتاب بلغة سامية غربية مكتوب بالأبجدية، وأقدم قطعة من الأدب الآرامي".

## إعادة البناء والترجمة
عندما العثور على النص، كان بحالة غير سليمة حيث وُجد مكسور إلى أجزاء، وكانت ملقاة على الأرض. إن هذه القطع محفوظة بشكل سيء، ولم يتم العثور إلا على جزء من النص. وفي المجموع، تم العثور على 119 قطعة من الجبس المنقوش بالحبر. انهار الجدار بالقرب من قمة التل، بسبب الزلزال. ونجح علماء الآثار في ترتيب العديد من القطع في مجموعتين كبيرتين. إلى حد ما على الأقل، كان لديهم استخدام للمعلومات حول القطع التي تم العثور عليها قريبة من بعضها البعض أو متباعدة عن بعضها البعض على الأرض. ومع ذلك، لا تزال هناك أجزاء غير مجمعة. بالنسبة لقراءة الأجزاء التالفة أو المفقودة من النص، كان عليهم في بعض الأحيان التخمين؛ ومع ذلك، عندما يبدو أن نفس مجموعة الكلمات تظهر في عدة أماكن، ولكن مع أجزاء مختلفة تالفة في مواضع مختلفة، فقد يتمكنون من إعادة بناء نص مدمج بشكل معقول.
نُشرت أول ترجمة كاملة وإعادة بناء للنقش عام 1981. واليوم أصبح النص بالأحرف العبرية الحديثة متاحا على شبكة الإنترنت. النص صعب القراءة والتفسير. فيما يلي إعادة بناء وترجمة للتركيبة الأولى:
1. [هذا هو] سفر [بلعام] [بن بعور] رائِي الآلهة. وجاء إليه الآلهة في الليل. [وتكلموا معه]
2. حسب قول إيل ، وكلموا بلعام بن بعور هكذا: [ ... ]
3. فقام بلعام في الصباح [ ... ] ولم يكن [قادراً على الأكل. وكان صائماً] وهو يبكي-
4. بشكل خطير. فجاء إليه قومه، فقالوا لبلعام بن بعور: لماذا تصوم؟ ولماذا تبكي؟ فقال:
5. قلت لهم: اجلسوا! سأريكم ما يفعله الشداد [ العين] الآن تعالوا وانظروا ماذا سيفعل الإلوهين ! اجتمع الإيلوهين ،
6. بينما اجتمع الشداين في جمعية وقالوا لشاماش : "يمكنك أن تكسر مسامير السماء، وفي سحبك فلتكن كآبة ولا بريق"
7. "يا ظلمة، لا إشراقك، قد تسبب الرعب [من خلال] السحب القاتمة - ولكن لا تغضب إلى الأبد!" لأن السريع هو
8. بَروش في النسر، وفي حضن النسور النعامة. اللقلق هو ... صغار الصقر، والبومة هي صغار البلشون. السنونو هو ...ing
9. الحمامة والعصفور [ ... ] والعصا [ ... ]. حيث تقود العصا الأغنام، يأكل الأرانب
10. [العشب] [ ... ] يشربون الخمر. الضباع تستمع إلى التعليمات. صغار [ ... ]
11. بينما [ال...] يضحك من الحكماء. والمرأة الفقيرة تعدّ مرهمًا من المر. والكاهنة
12. [ ... ] و...
13. ... بينما الصم يسمعون من بعيد.
14. ... والكل ينظر إلى الظلم الذي تمارسه شجر وعشتار .
15. ... النمر. الخنزير الصغير يطرد (أنت-
16. [نج] من ...) [ ... ] ... الدمار والخراب.

يمكن أيضًا العثور على ترجمة إنجليزية أحدث وأكثر اكتمالاً عبر الإنترنت.
التركيبة الثانية: 
1. [... ] يشبع نفسه بممارسة الحب. [ب]
2. [... ] لماذا يوجد التوت [ج] في التوفة [د] مع أوراق الشجر؟ [ه]
3. لكي يرضى الله، ويدخل إلى بيت الأبدية. [و]
4. بيت لا يدخله مسافرون ولا عريس [بيت... ]
5. مثل دودة الأرض [ز] من قبر عشبي. من شئون الإنسان المتهورة، ومن الشهوات الشهوانية [... ]
6. تضحياتك تجعل من هاروسبيسيا فقيرًا. [... ]
7. [من] السرير، (أو سوف) تغطيه بثوب واحد. انظر، إذا أسأت معاملته (حرفيًا، كرهته) فإنه سوف يتعثر [... ]
8. العقاب، [والديدان] تحت رأسك، سوف تستلقي على سريرك الأبدي. الانتقال إلى [... ]
9. [... ] كلهم [... ] في قلوبهم! الجثة تئن في قلبها! [ح] يئن [... ]
10. بنت. هناك تقام التضحيات بال[... ] لا رحمة عندما يقبض الموت على طفل رضيع! وطفل [... ]
11. طفل [... ] هناك [... ] سوف يتحمل، يتنهد في قلبه عندما يقترب [ الهاوية... ]
12. إلى حافة الهاوية [... ] وظل السياج [... ] يصبح بحث الملك بمثابة "فراشته"، [ط] ويصبح بحث الملك بمثابة "فراشته" [... ]
13. [... ] و[... ] الرائيين. لقد أصبح بحثك بعيدًا عنك! لماذا [... ]
14. لكي تعرف كيف تقدم وحيًا لشعبه، فقد أُدينت بسبب ما قلته، ومُنعت من نطق كلمات اللعنة.

## اللغة
على الرغم من احتوائها على بعض السمات الآرامية، مثل كلمة بار "(ابن [بؤور])" بدلاً من كلمة بن الكنعانية، فإنها تحتوي أيضاً على العديد من عناصر اللغات الكنعانية، مما دفع البعض للاعتقاد بأنها كتبت بلهجة كنعانية بدلاً من شكل مبكر من الآرامية. تم تأريخ النقش إلى 880-770 قبل الميلاد. يُطلق كلاوس باير على هذه اللغة اسم جلعادي الجنوبي.
يعتقد هولجر غزيلا أن خليط المفردات والسرد الكنعاني مع جوهر نحوي آرامي في المقام الأول يعكس ترجمة قصة سورية فلسطينية إلى نص آرامي أدبي. يصنف القاموس السامي لعلم أصول الكلمات لغة دير علا على أنها ببساطة "لهجة النقش من دير علا".

## نص غير معروف ونتائج القنب

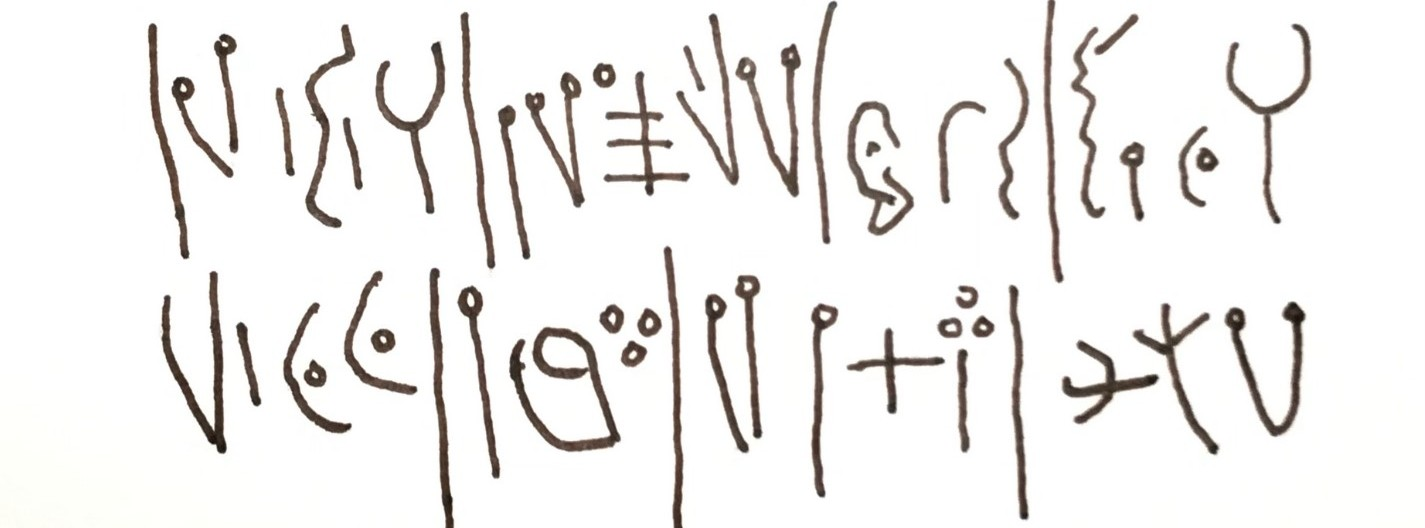
تأخر الانتهاء من أعمال الحفر بسبب الاكتشاف المفاجئ لهذه الألواح وغيرها من الألواح المكتوبة بخط غير معروف.

في الستينيات من القرن العشرين، تم العثور، بالإضافة إلى مئات الأوعية مثل الأوعية والجرار، على سبعة ألواح طينية تحمل نصًا غير معروف. لم يتم فك شفرتها بالكامل،  ولم يتم اختبار طينها لمعرفة ما إذا كان محليًا في دير علا. وقد تم العثور على القنب هنا وفي موقع عبادة آخر من العصر الحديدي، تل أراد في النقب، على شكل بخور محترق أو مخدر.

## الفهرس
- Dewrell، Heath D. (2017). Child Sacrifice in Ancient Israel. Winona Lake, Indiana: Eisenbrauns. ISBN:978-1-57506-494-9.
- Dijkstra, Meindert, "Is Balaam Also Among the Prophets?" Journal of Biblical Literature 114/1 (1995), 43–64.
- Hackett, Jo Ann, The Balaam Text from Deir 'Alla, HSM 31 (Chico, CA: Scholars, 1984).
- Hoftijzer, J. and G. van der Kooij, G., Aramaic Texts from Deir ‘Alla (Leiden: Brill, 1976).
- Hoftijzer, J. and G. van der Kooij, G., ed., The Balaam Text from Deir 'Alla Re-evaluated: Proceedings of the International Symposium Held at Leiden, 21–24 August 1989, (Leiden: Brill, 1991).
- Puech, E. "L'inscription sur pl tre de Tell Deir Alla," in Biblical Archaeology Today: Proceedings of the International Congress on Biblical Archaeology Jerusalem, April 1984, ed. by J. Amitai (Jerusalem: IES, 1985), 354–65.
- Weippert, Manfred, "The Balaam Text from Deir 'Alla and the Study of the Old Testament," pp. 151–84 in The Balaam Text from Deir 'Alla Re-evaluated: Proceedings of the International Symposium Held at Leiden, 21–24 August 1989, (Leiden: Brill, 1991).
- McCarter Jr., P. Kyle, "The Balaam Texts from Deir 'Alla: The First Combination", Bulletin of the Schools of Oriental Research 239 (1980): 49–60
- Naveh, J. "The Date of the Deir 'Alla Inscription in Aramaic Script", Israel Exploration Journal 17 (1967): 236–38.

## روابط خارجية
1. ↑  In large measure following Dewrell 2017.
2. ↑  The idiom rwy ddn, Heb rawah dodim: 'to satisfy oneself with lovemaking'. After Levine.
3. ↑  nqr: 'sprout, scion'; see Isaiah 11:1: "… a shoot from the stump of Jesse". However, Levine says nqr means 'corpse'; it could be both or wordplay.
4. ↑  Following Hackett: mdr, 'firepit'.
5. ↑  Or something wet.
6. ↑  Ambiguity follows original.
7. ↑  'Wormrot' is Levine's word based on Isaiah 14:11: tahteyka yussa' rimmah 'wormrot is to be set as your bed'.
8. ↑  Or, 'the child sighs to itself'.
9. ↑  The citation mark as given by Levine. The phrase is šʔlt. mlk. ssh – ssh (for which Levine tentatively tries "moth") could also mean 'horse'. The common word mlk can mean 'king' or 'sacrifice'. If ʔlt is the root, it could have many possible meanings.